# Пещеры Лунъю

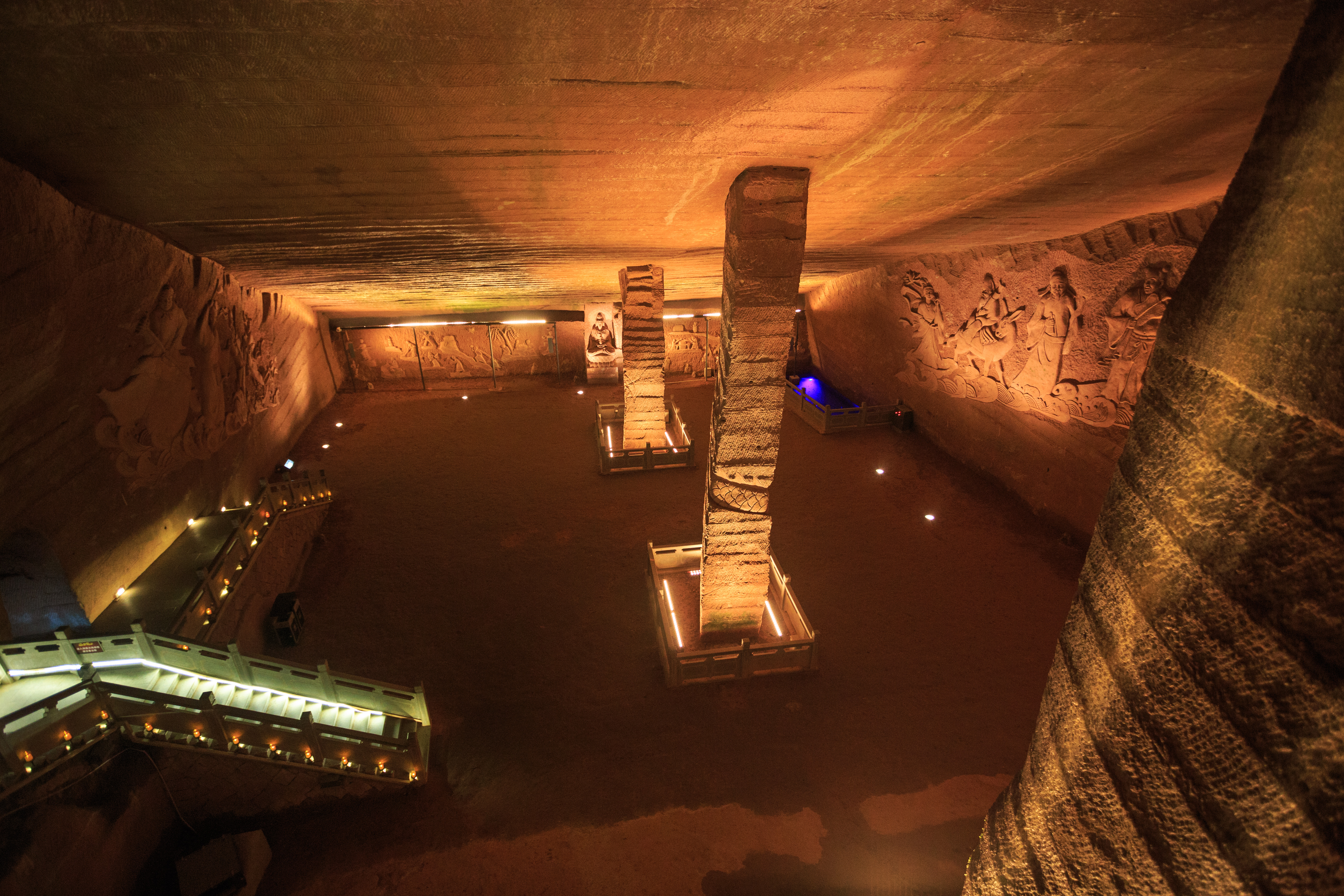

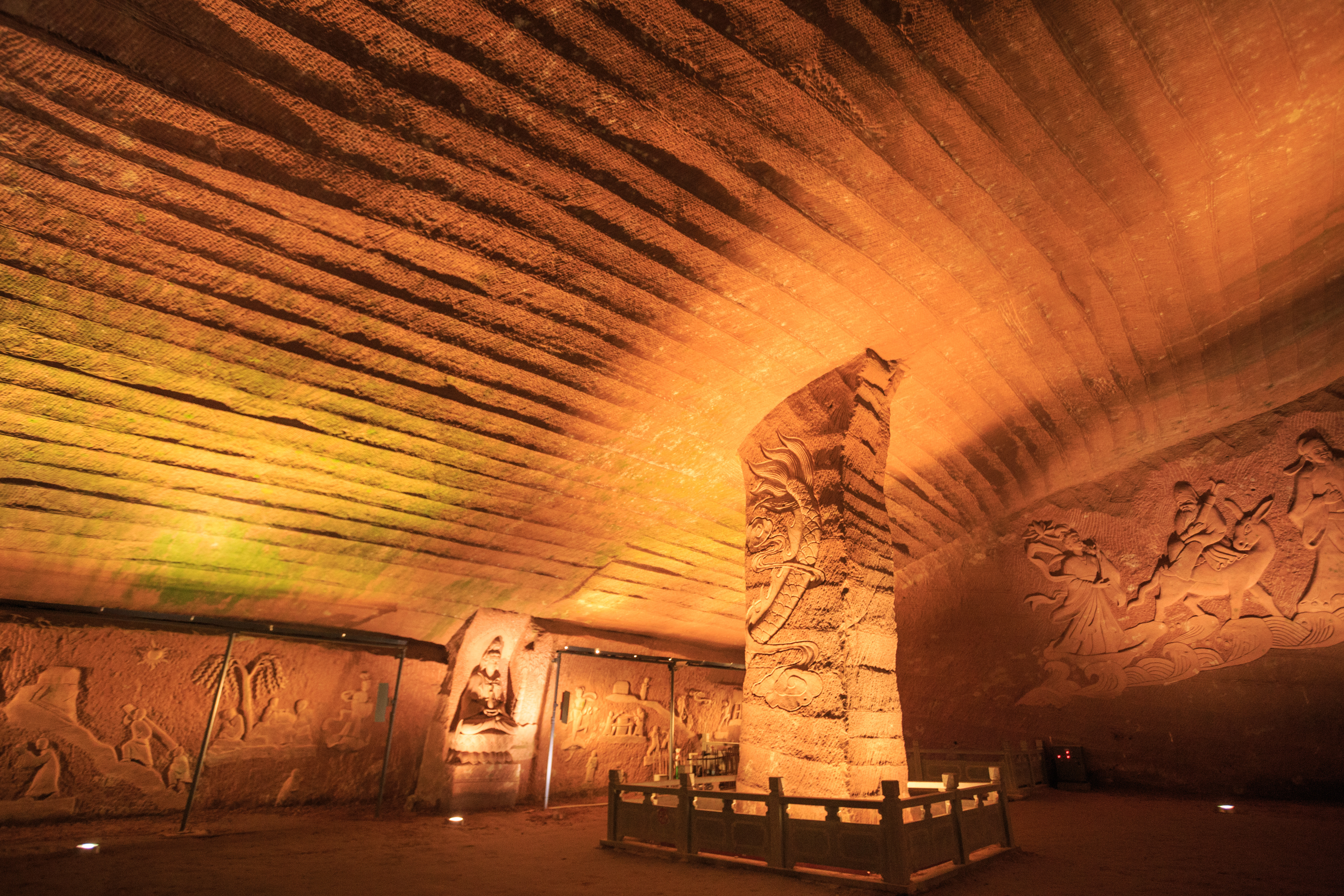

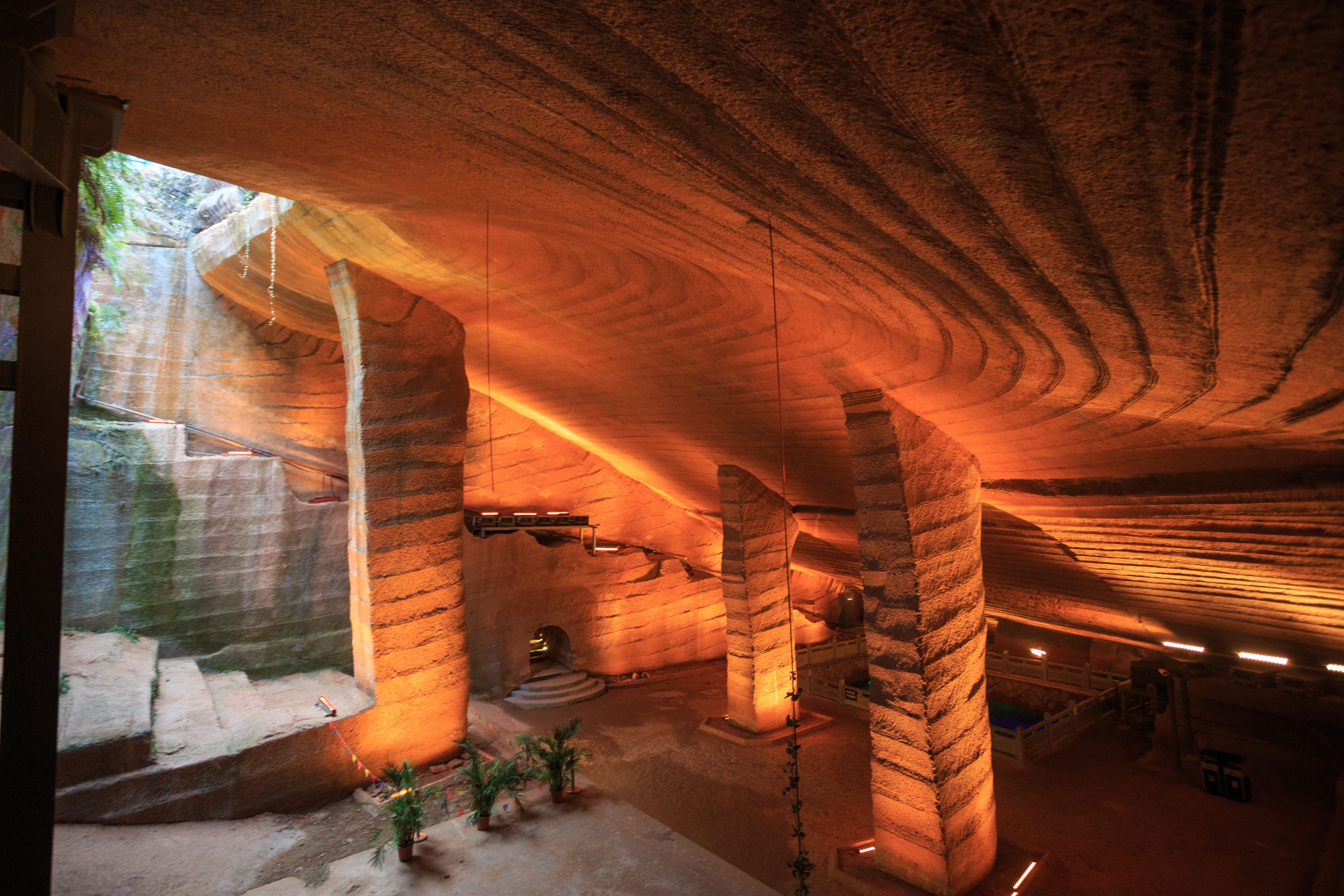

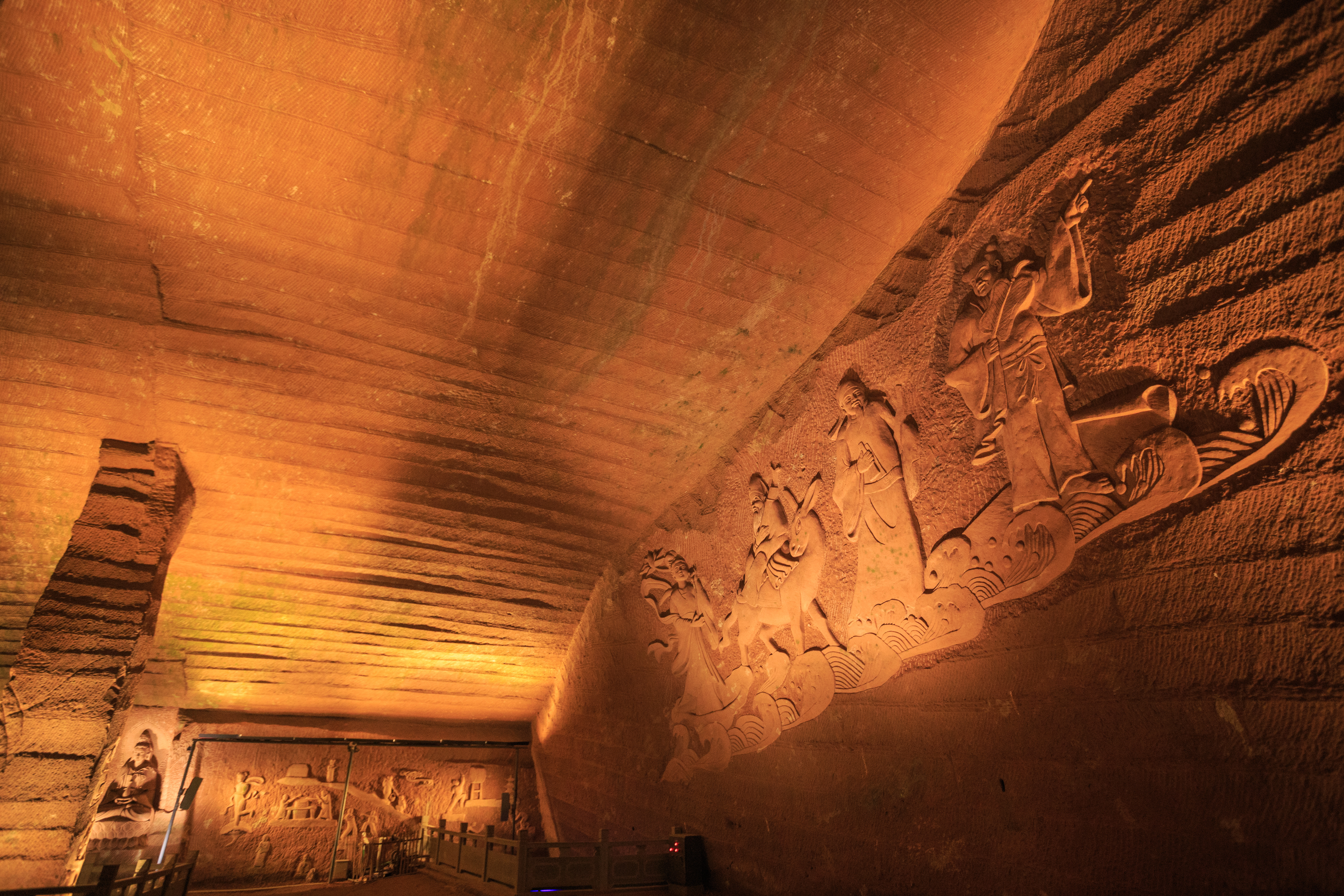

Пеще́ры Лунъю (в другом варианте перевода с китайского — Гроты Лунъю) — группа крупных искусственных пещер на востоке КНР, расположенных в уезде Лунъю городского округа Цюйчжоу провинции Чжэцзян, на северном берегу реки Фучуньцзян.

## История обнаружения
Пещеры найдены 9 июня 1992 года, во время дноуглубления местных озер. Среди местных жителей ходило поверье что озера являются бездонными, поэтому местный житель решил выкачать из них всю воду дабы проверить эти слухи, когда во время откачки уровень воды сильно опустился стали заметны входы в подземные сооружения.
На сегодняшний день это 24 отдельных, не сообщающихся между собой помещения.

## Особенности сооружений
Пещеры вырезаны в однородной, средней твёрдости породе — алевролите. О дате постройки можно судить лишь по косвенным данным, например анализу сталактитов, которым вручную придавали причудливые очертания. Предположительное время создания — период династии Цинь в 221 году до н. э., но выдвигаются версии о возможности того что пещеры были построены в 500-е года до н. э.
Размер пещер, с учётом их техногенного происхождения, значителен. Средняя площадь каждого помещения — более тысячи квадратных метров, а высота — до 30 метров. Общая площадь всех найденных пещер — более 30 тысяч квадратных метров, а общий объём извлечённой при строительстве породы составил не менее 900 тысяч кубических метров. При этом остаётся неизвестной технология осуществления этих выработок и в частности, технология, маркшейдерских измерений древними средствами. В прочем, внутренняя часть пещер не отличается высокой точностью обработки и так же нельзя исключить возможность того, что древние мастера просто расширяли уже существующую естественную пещеру. Это снимает целый ряд вопросов, но далеко не все.
Потолки, стены и опорные столбы пещер покрыты следами выемки породы. Они представляют собой ряды параллельных полос шириной около 60 см, образованных рисками, оставленными инструментами, по некоторым предположениям являющимися специально созданными узорами. С направлением полос направление рисок составляет угол порядка 60°. Каждая из пещер представляет собой огромный зал в виде воронки, выход узкий, а пространство внутри расширяется от входа к дальней стене. Три стены в каждой из пещер идут строго вертикально, четвёртая поднимается под углом в 45°. В каждой пещере свод подпирают три толстых столба вытесанных из естественной части пещеры.
На стенах присутствуют барельефы с изображением сцен из жизни жителей той эпохи и животных.
Несмотря на значительные размеры и усилия, затраченные на создание этих пещер, в известных исторических источниках полностью отсутствуют всякие упоминания об их существовании и их строительстве, что в принципе не удивительно, так как периоды гражданских войн и междоусобиц не раз поражавшие Китай, привели к утрате многих исторических документов.

## Современное состояние
Пещеры Лунъю, пять из которых открыты для туристического посещения, являются одной из основных достопримечательностей региона. Кроме обычных экскурсий, здесь проводят различные культурные мероприятия. В частности, пользуясь отличной акустикой, устраивают музыкальные концерты. Для их продвижения местные власти сделали предложение известному китайскому скрипачу Шэн Чжунго, лауреату Международного конкурса имени П. И. Чайковского и ученику Леонида Когана, стать «посланником музыки пещер Лунъю», которое тот принял.